# کوره داوودی
کوره داوودی مربوط به دوره پهلوی است و در کرمان، انتهای بلوار جهاد (خیابان منتظری) واقع شده و این اثر در تاریخ ۲۴ اسفند ۱۳۸۳ با شمارهٔ ثبت ۱۱۶۰۵ به‌عنوان یکی از آثار ملی ایران به ثبت رسیده است.